# Oimatsu Kazuyoshi
Oimatsu Kazuyoshi (jap. 老松 一吉) (* 30. Oktober 1911 in Tonami; † 24. März 2001) war ein japanischer Eiskunstläufer und Eiskunstlauftrainer.
Oimatsu war ein Pionier des japanischen Eiskunstlaufsports. Er startete für den Eislaufverein Osaka. 1931 wurde er japanischer Meister. 1932 nahm er an den Olympischen Spielen in Lake Placid teil und beendete sie auf dem neunten Platz. Neben Ryuichi Obitani war er dabei der erste Japaner, der im Eiskunstlauf an Olympischen Spielen teilnahm. Bei der Weltmeisterschaft in Montréal wurde er wenig später Siebter. International in Erscheinung trat er das nächste Mal im olympischen Jahr 1936. Hier belegte bei der Europameisterschaft, bei der Nicht-Europäer noch zugelassen waren, den neunten Platz. Bei der Weltmeisterschaft wurde er 15. und die Olympischen Spiele in Garmisch-Partenkirchen beendete er auf dem 20. Platz. 
Nach dem Zweiten Weltkrieg beendete er seine aktive Sportlerkarriere, wurde Trainer und gab das Wissen, das er bei seinen internationalen Auftritten gesammelt hatte, weiter. Er war einer der wenigen, der die Rückkehr der Olympischen Spiele nach Lake Placid im Jahr 1980 miterlebte. 

## Ergebnisse
| Wettbewerb / Jahr          | 1930 | 1931 | 1932 | 1933 | 1934 | 1935 | 1936 |
| -------------------------- | ---- | ---- | ---- | ---- | ---- | ---- | ---- |
| Olympische Winterspiele    |      |      | 9.   |      |      |      | 20.  |
| Weltmeisterschaften        |      |      | 7.   |      |      |      | 15.  |
| Europameisterschaften      |      |      |      |      |      |      | 9.   |
| Japanische Meisterschaften | 5.   | 1.   |      | 2.   |      | 3.   |      |